# Caladenia radialis
Caladenia radialis é uma espécie de orquídea, família Orchidaceae, endêmica do sudoeste da Austrália, onde cresce isolada em grupos pequenos, ou grandes colônias, em bosques, áreas reflorestadas, ou de vegetação arbustiva e afloramentos de granito, em áreas de solo bem drenado mas ocasionalmente nas areias ao redor de lagos salgados e planícies sazonalmente alagadiças, com flores de sépalas e pétalas externamente pubescentes, muito estreitas, longas e agudas, esparramadas, que vagamente lembram uma teia de aranha. Seu labelo é cordado, largo, com calos eretos clavados. São plantas com uma única folha basal pubescente e uma inflorescência rija, fina e pubescente, com uma ou poucas flores, mas que em conjunto formam grupo vistoso e florífero.

## Publicação e sinônimos
- Caladenia radialis R.S.Rogers, Trans. & Proc. Roy. Soc. South Australia 51: 296 (1927).

Sinônimos homotípicos:
- Calonema radiale (R.S.Rogers) D.L.Jones & M.A.Clem., Orchadian 13: 403 (2001).
- Phlebochilus radialis (R.S.Rogers) Szlach., Polish Bot. J. 46: 15 (2001).
- Calonemorchis radialis (R.S.Rogers) D.L.Jones & M.A.Clem., Orchadian 14: 39 (2002).
- Jonesiopsis radialis (R.S.Rogers) D.L.Jones & M.A.Clem., Orchadian 14: 182 (2003).

Sinônimos heterotípicos:
- Caladenia bicolor R.S.Rogers, Trans. & Proc. Rep. Roy. Soc. South Australia 14: 46 (1930).